# Psilopa
Psilopa is een vliegengeslacht uit de familie van de oevervliegen (Ephydridae).

## Soorten
- P. aequalipes (Becker, 1907)
- P. apicalis (Perris, 1847)
- P. biskrae (Becker, 1907)
- P. bornholmi Becker, 1926
- P. clara (Wollaston, 1858)
- P. compta (Meigen, 1830)
- P. dupla Cresson, 1940
- P. flavida Coquillett, 1900
- P. fratella (Becker, 1903)
- P. girschneri Röder, 1889
- P. leucostoma (Meigen, 1830)
- P. marginella Fallen, 1823
- P. maritima (Perris, 1847)
- P. meneghinii Canzoneri, 1986
- P. nana Loew, 1860
- P. nigrifacies (Becker, 1903)
- P. nigritella Stenhammar, 1844

- P. nilotica (Becker, 1903)
- P. nitidifacies (Frey, 1958)
- P. nitidula Fallen, 1813
- P. obscuripes Loew, 1860
- P. pappi Canzoneri & Meneghini, 1975
- P. polita (Macquart, 1835)
- P. pulchripes Loew, 1878
- P. pulicaria (Haliday, 1839)
- P. radiolata (Becker, 1903)
- P. roederi Girschner, 1889
- P. rutilans Canzoneri & Meneghini, 1972
- P. stackelbergi Nartshuk, 1970